# Зайков, Андрей Вячеславович
Андрей Вячеславович Зайков (род. 10 ноября 1965) — российский актёр театра и кино.

## Биография
Родился 10 ноября 1965 года в Свердловске (сейчас Екатеринбург). Окончил Школу-студию МХАТ в 1987 году (мастерская  В.Н. Богомолова).
Работал в театре-студии «Современник-2» под руководством М. Ефремова (1987-1988 гг.),  Государственном академическом театре им. Е. Вахтангова (1987-1991 гг.), Московском театре-студии под руководством Олега Табакова (1988-2000 гг.), МДТ на Малой Бронной (1994-1996 гг.) и др. В 2000 году принят в труппу Московского драматического театра им. Н.В. Гоголя.

## Творчество

### Роли в театре

#### Театр-студия «Современник-2»
- «Пощечина», по роману Ю.К. Олеши "Зависть" (режиссёр М. Ефремов) — Иван Бабичев
- «Эскориал» М. Де Гельдерода — Король
- «Последний подвиг Геракла» М.М. Рощина — Нестор

#### Государственный академический театр имени Е. Вахтангова
«Кабанчик» В.С. Розова (режиссёр А. Шапиро) — Алексей

#### Московский театр-студия под руководством Олега Табакова
- «Полоумный Журден» М.А. Булгакова — Маркиз Дорант, Учитель танцев
- «Затоваренная бочкотара» В.П. Аксенова — Рейнвольф
- «Дон Жуан» Ж.-Б. Мольера — Дон Карлос
- «Река на асфальте» Д.М. Липскерова — Он
- «Ревизор» Н.В. Гоголя — Христиан Иванович Гибнер
- «Страсти по Бумбарашу» по повести А.П. Гайдара — Бандит
- «На благо отечества» — Лейтенант Ральф
- «Вера, Любовь, Надежда» (режиссёр М. Шелл)
- «Двенадцатая ночь» У. Шекспира — Герцог Орсино

#### Московский драматический театр на Малой Бронной
«Идиот» Ф.М. Достоевского (режиссёр С. Женовач) — Евгений Павлович Радомский

#### Театр «Вернисаж»
«Маленькие трагедии» А.С. Пушкина — Лепорелло, Герцог, Сальери

#### Московский драматический театр им. Н. В. Гоголя
- «Верная жена» С. Моэма (режиссёр А. Говорухо) — Бернард Керсал, Джон Миддлтон
- 2001 — «Записная книжка Тригорина» Т. Уильямса (режиссёр С. Яшин)  — Илья Афанасьевич Шамраев
- 2003 — «Что тот солдат, что этот» по Б. Брехту (режиссёр К. Богомолов) — Урия Шелли
- 2004 «Король забавляется» В. Гюго (режиссёр С. Яшин) — Трибуле
- 2005 «Утомлённая счастьем» Ф. Дорен (режиссёр С. Яшин) — Андрэ[1]
- 2005 «Бешеные деньги» А.Н. Островского (режиссёр С. Яшин) — Егор Дмитрич Глумов
- 2006 «Веер леди Уиндермир» О. Уайльда (режиссёр С. Яшин) — Хоппер
- 2007 «Театральный роман» М.А. Булгакова (режиссёр К. Богомолов) — Ликоспастов, Горностаев, Фома Стриж [2][3]
- 2008 «Последние» М. Горького (режиссёр С. Яшин) — Лещ [4]
- 2008 «Портрет» по произведениям Н.В. Гоголя (режиссёр А. Левицкий) — Майор Ковалёв, Квартальный
- 2009 «Ночь перед Рождеством» Н.В. Гоголя (режиссёр С. Яшин) — Чуб
- 2009 «А поутру они проснулись» по повести и рассказам В.М. Шукшина (режиссёр В. Мищенко) — Уголовник [5]
- 2011 «Дураки на периферии» А.П. Платонова (режиссёр С. Яшин) — Карп Иванович Евтюшкин[6]

#### Театр «Галактика»
2008 «Капитанская дочка» по повести А. С. Пушкина (режиссёры С. Яшин, В. Сорокин) — Андрей Карлович, Казак, Генерал 

#### Антрепризы
- 2008 «Каникулы президента» Т. Чертовой и И. Косицына (режиссёр И. Лычагина) — Андрей Иванович [8]
- 2009 «Русские горки» по повести Н.С. Лескова "Железная воля" (режиссёр Н. Чусова) — Жига, Ерофеич, Офенберг

### Постановки спектаклей
- 1995 «Утиная охота» А.В. Вампилова (Московский театр-студия под руководством Олега Табакова)
- 1997 «Золотой цыплёнок» В.Н. Орлова (антреприза)

### Фильмография
- 1980 — Алёша, режиссёр В. Обухов — десятиклассник Дюша
- 1985 — Русь изначальная, режиссёр Г. Васильев — Малуша
- 1986 — Люби меня, как я тебя, режиссёр В. Токарева — жених
- 1988 — Чушь. Рассказ ни о чём (короткометражный), режиссёр И. Охлобыстин — ворюга
- 1988 — Генеральная репетиция (телевизионный), режиссёр В. Жилко — Николай Васильевич Гоголь
- 1991 — Люми, режиссёр В. Брагин — байкер Кирпич
- 1991 — Господня рыба, режиссёр В. Колегаев — Ларский
- 1992 — Рукопись, режиссёр А. Муратов — КГБшник
- 1995 — Пионерка Мэри Пикфорд, режиссёр В. Левин — Клыков
- 1998 — Паранойя, режиссёр С. Ломкин — душевнобольной пациент («Гоголь»)
- 2001 — Мужская работа (телесериал), режиссёр Т. Кеосаян — сотрудник комиссии безопасности АЭС
- 2002 — Линия защиты (телесериал), режиссёры Д. Фикс, В. Дербенёв, С. Репецкий  — прокурор
- 2002 — Смотрящий вниз (многосерийный фильм), режиссёры М. Сахарова, И. Щёголев — оперативник
- 2002 — Марш Турецкого (телесериал, 3-й сезон, фильм 10 «Аптечный картель»), режиссёр  М. Туманишвили — Сид, сотрудник АБН «под прикрытием»
- 2003 — Каменская (телесериал): Когда боги смеются, режиссёр Ю. Мороз — киллер
- 2004 — Золотая голова на плахе, режиссёр С. Рябиков — Анатолий Мариенгоф
- 2004 — Сёстры (телесериал), режиссёр А. Сиверс — шофёр
- 2004 — Кулагин и партнёры — эпизоды
- 2005 — Частный детектив (многосерийный фильм), режиссёр  Д. Давидян — Николай
- 2008 — Я — телохранитель (сериал): Телохранитель Каина, режиссёр А. Офенгейм — следователь Савельев
- 2008 — Трюкачи (телесериал), режиссёры И. Пекер, В. Лешаков — свидетель
- 2008 — Мент в законе (телесериал), режиссёры С. Егерев, С. Попов — Ярослав, следователь
- 2009 — Всегда говори "всегда" (телесериал, 5-й сезон), режиссёр И. Мужжухин — следователь ОБЭП
- 2010 — Маргоша (телесериал), режиссёры С. Арланов, А. Силкин — нотариус
- 2010 — Тухачевский. Заговор маршала (многосерийный фильм), режиссёры И. Ветров, А. Имакин — командарм Уборевич
- 2014 — Тихая охота — Иннокентий
- 2015 — Профиль убийцы 2 — врач
- 2016 — Чёрная кошка — Корней Тихонович